# Zakłady Metalowe Nimet
Zakłady Metalowe Nimet – polski producent podzespołów do ciągników rolniczych z siedzibą w Nisku.

## Historia
Na bazie upaństwowionego majątku zakładów mechanicznych Franckego w 1948 r. powstały Niżańskie Zakłady Przemysłu Maszynowego Leśnictwa. W 1962 r. rozpoczęto kooperację dla potrzeb Ursusa. W 1970 r. zostały przekształcone w Zakłady Metalowe Nimet. W 1976 r. zostały włączone w skład Zrzeszenia Przemysłu Ciągnikowego Ursus. W tym samym roku rozpoczęto realizację nowej inwestycji - budowa nowego zakładu.
W maju 2000 r. na bazie masy upadłościowej Zakładów Metalowych Nimet, z inicjatywy Agencji Rozwoju Przemysłu, rozpoczęły działalność Zakłady Metalowe Almet.
W 2002 roku niżański zakład przejęła firma Alpol z Bielska-Białej, spółka-córka włoskiej grupy Toora S.p.A.
W 2009 roku Grupa Armatura przejęła upadłe zakłady Toory Poland w Nisku

## Produkcja
- elementy pneumatyki do ciągników,[5]
- pompy wspomagające,
- odlewy ciśnieniowe.